# Gare de Pont-Audemer
La gare de Pont-Audemer est une gare ferroviaire française de la ligne d'Évreux-Embranchement à Quetteville, située dans la commune de Pont-Audemer, dans le département de l'Eure, en région Normandie.
Fermée aux voyageurs, ses voies restent ouvertes au trafic de fret.

## Situation ferroviaire
Établie à 10 mètres d'altitude, la gare de Pont-Audemer est située au point kilométrique (PK) 170,921 de la ligne d'Évreux-Embranchement à Quetteville, entre les gares fermées de Corneville-sur-Risle et de Toutainville.

## Histoire

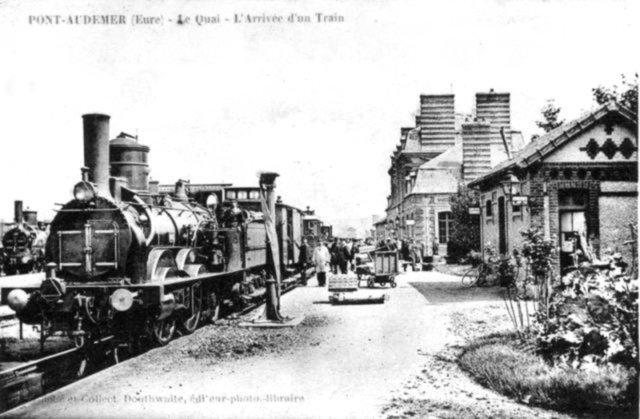
La gare, au début du XXe siècle.

Le rail arrive à Pont-Audemer avec l'ouverture, le 23 août 1867, d'une ligne en provenance de Glos-Montfort, par la Compagnie de l'Ouest. La ligne est prolongée vers Quetteville et Honfleur, le 8 août 1889.
La ligne (Évreux) Glos-Montfort – Pont-Audemer – Quetteville (Honfleur est fermée aux voyageurs le 28 septembre 1969. Cependant, le bâtiment voyageurs reste ouvert à la vente de billets, puis a servi de siège à l'association PontAuRail de 1995 à sa liquidation, en septembre 2006.
En janvier 2017, l'ancien bâtiment voyageurs est racheté par un particulier. Il est en travaux (comprenant l'éradication de la mérule installée dans la charpente), afin d'en faire un restaurant haut de gamme et un hôtel.

## Service des voyageurs
Le site de la gare est desservi par les autocars régionaux assurant la liaison Rouen – Bourg-Achard – Pont-Audemer, en substitution de la desserte ferroviaire.
Par ailleurs, ce même site est un arrêt du service d'autobus de la ville.

## Service des marchandises
Cette gare est ouverte au service du fret (Fret SNCF).

## Projet
Il est envisagé de remettre en service la gare, puisque la ligne Glos – Pont-Audemer – Honfleur devrait rouvrir au trafic voyageurs d'ici 2020. En effet, la région Basse-Normandie a voté le 25 juin 2009 son « Plan Rail 2020 », qui comprend notamment la desserte ferroviaire de Honfleur.